# Szárföld megállóhely
Szárföld megállóhely egy Győr-Moson-Sopron vármegyei vasúti megállóhely Szárföld településen, a GYSEV üzemeltetésében. A település déli részén helyezkedik el, közúti elérését a 85-ös főútból a falu központjában – az Oslira vezető 8515-ös út csomópontjában, azzal átellenben – kiágazó 86 301-es számú mellékút biztosítja.

## Vasútvonalak
A megállóhelyet az alábbi vasútvonalak érintik:
- Győr–Sopron-vasútvonal

## Kapcsolódó állomások
A megállóhelyhez az alábbi állomások vannak a legközelebb:
- Rábatamási vasútállomás (Győr vasútállomás, Győr–Sopron-vasútvonal)
- Veszkény megállóhely (Sopron vasútállomás, Győr–Sopron-vasútvonal)

## Forgalom
| Járat        | Útvonal | Gyakoriság   |
| ------------ | --- | ------------ |
| személyvonat | Győr – Ikrény – Rábapatona – Enese – Kóny – Csorna – Farád – Rábatamási – Szárföld – Veszkény – Kapuvár – Vitnyéd-Csermajor – Petőháza – Fertőszentmiklós (– Pinnye – Fertőboz) – Sopron | 1-2 óránként |